# Marquesat de Casa Ramos de la Real Fidelidad
El marquesat de Casa Ramos de la Real Fidelidad és un títol nobiliari espanyol, creat pel monarca Ferran VII d'Espanya en 1818 a favor de don José Antonio Ramos y Fernández

## Historia del Marquesat de Casa Ramos de la Real Fidelidad
- José Antonio Ramos y Fernández,  I Marquès de Casa Ramos de la Real Fidelidad natural de la vila de San Andrés de la Graña, a Mondoñedo; Magistrat i Ministre de la Reial Audiència de Puerto Príncipe, a l'illa de Cuba, i Honorari de la de Mèxic, Gentilhome de Cambra de Sa Majestat, gran creu de l'Orde d'Isabel la Catòlica i condecorat amb la Flor de Lis de la Vendée, de França.
- Vicente José Ramos y Chávez,  II Marquès de Casa Ramos de la Real Fidelidad batejat en la Catedral de l'Havana el 18 de juliol de 1810, fué capità d'infanteria de milícies, gentilhome de la Cambra de Sa Majestat i Cavaller de l'Orde de Calatrava.
- Francisco Tiburcio Henández i Ramos  III Marquès de Casa Ramos de la Real Fidelidad
- Concepción Hernández i Ramos  IV Marquesa de Casa Ramos de la Real Fidelidad prenc la successió el 13 de març de 1847 a la defunció, un any anterior, del seu germà. Va casar-se amb Adolfo de Yanguas Velandia y Hernández I Marquès d'Eliana.
- María de les Nieves Yanguas Velandia y Hernández  V Marquès de Casa Ramos de la Real Fidelidad rebent el títol el 20 de febrer de 1900. Casada amb Vicente Mariano Noguera i Aquavera Sotolongo i Arahuete V Marquès de Càceres i Gran d'Espanya.
- Juan Bautista Noguera Yanguas Aquavera y Hernández, VI Marquès de Casa Ramos de la Real Fidelidad i VI Marquès de Càceres. Nascut a València l'any 1884, gentilhome de Cambra de Sa Majestat.
- María del Dulce Nombre Espinosa de los Monteros y González-Conde Abellán y García VII Marquesa de Casa Ramos de la Real Fidelitat
- Juan María Noguera y Merle, VIII Marquès de Casa Ramos de la Gran Fidelidad, VII marquès de Càceres, III marquès de L'Eliana, i gran d'Espanya. Empresari vitivinicultor (Cellers Marquès de Càceres de la família Forner).
- Vicente José Noguera i Hernández IX Marquès de Casa Ramos de la Gran Fidelidad